# Stanisław Trybała
Stanisław Trybała (ur. 1950 w Bogdanówce, zm. 27 lutego 2018) – polski artysta rzeźbiarz, specjalizujący się w twórczości sakralnej.

## Życiorys
W 1969 roku ukończył Państwowe Liceum Sztuk Plastycznych im. A. Kenara w Zakopanem. W latach 1970–1975 studiował na Wydziale Rzeźby w Akademii Sztuk Pięknych w Warszawie, którą ukończył z wyróżnieniem. Był członkiem Związku Polskich Artystów Plastyków – Okręg krakowski. Pracował w twardych i trwałych materiałach, takich jak: drewno, kamień, metal. Zrealizował szereg kompozycji o tematyce religijnej dla potrzeb obiektów sakralnych. Między innymi Kościół Miłosierdzia Bożego w Kielcach, Kościół Św. Piotra i Pawła w Myszkowie, Kościół Bożego Miłosierdzia w Rzepedzi, Kościół Matki Boskiej Różańcowej w Chrzanowie.
Eksponował swoje prace w Warszawie (1978 i 1982 r.), Krakowie (1977, 1978, 1994, 1995 r.), Salon Wiosenny Kraków (1996 r.), Zakopane (1996 r.), Myślenice (2008,2009,2010,2013).
Rzeźby Stanisława Trybały prezentowano również za granicą: w Szwajcarii (Fryburg 1983), Francji (Rouvroy i Auby 1990 r., Lille 1994 r.) i Austrii (Wiedeń 1993 r., 2007 r. – w Gmachu ONZ).
Udział w wystawach zbiorowych: 125 lat Liceum Sztuk Plastycznych – Zakopane (2002 r.), Francja (2002 r.), Słowacja (Rużomberok 2005 r.), Ukraina (Lwów, Kijów 2005-2006 r., 2007 r.), Zakopane (2008 r.). Coroczny udział w międzynarodowych plenerach w Myślenicach (Między Narodowe Warsztaty Artystyczne).
Prace artysty znajdują się w zbiorach prywatnych w Polsce i za granicą: W Austrii, Francji, USA, Włoszech, Japonii i Chinach.
Zmarł 27 lutego 2018 roku, pochowany w Skomielnej Czarnej.